# Biélorussie au Concours Eurovision de la chanson junior
La Biélorussie participe au Concours Eurovision de la chanson junior depuis 2003. Ainsi, le pays a concouru à l'édition junior une année avant le Concours Eurovision de la chanson en 2004. Jusqu'en 2020, avec les Pays-Bas, c'était la seule autre nation à avoir concouru à chaque édition du concours depuis sa création.

## Résultats
La Biélorussie a remporté deux fois le concours. La première fois en 2005 à Hasselt (Belgique), avec la chanson « My vmeste » ((fr) « Nous sommes ensemble ») interprétée par Ksenia Sitnik. Deux ans plus tard, en 2007 à Rotterdam (Pays-Bas), Aliaxieï Jygalkovitch remporte le concours avec le titre « S drouziami » ((fr) « Avec des amis »).

## Pays hôte
Le pays a organisé le concours à deux reprises, en 2010 et en 2018. 
Le premier évènement reçu s'est déroulé le 20 novembre 2010 au Minsk-Arena dans la ville Minsk. La soirée est présentée par Leila Ismailava et Denis Kurian.
Huit ans plus tard, le 25 novembre 2018, le concours se déroule une nouvelle fois au Minsk-Arena, dans la capitale biélorusse. La soirée est cette fois-ci présentée par Zena, Eugene Pearline et Helena Meraai.

## Représentants
| Année                | Artiste               | Chanson                                                       | Langue            | Traduction du titre            | Place | Points |
| -------------------- | --------------------- | ------------------------------------------------------------- | ----------------- | ------------------------------ | ----- | ------ |
| 2003                 | Volha Satsiuk         | Tantsui (Танцуй)                                              | Biélorusse        | Danse                          | 04    | 103    |
| 2004                 | Yaghor Vaoutchok      | Spjavacje sa mnoj (Спявайце са мной)                          | Biélorusse        | Chante avec moi                | 14    | 9      |
| 2005                 | Ksenia Sitnik         | My Vmeste (Мы вместе)                                         | Russe             | Nous sommes ensemble           | 01    | 149    |
| 2006                 | Andrei Kunets         | Novyi den (Новый день)                                        | Russe             | Nouveau jour                   | 02    | 129    |
| 2007                 | Aliaxieï Zhyhalkovich | S druz'yami (С друзьями)                                      | Russe             | Avec des amis                  | 01    | 137    |
| 2008                 | Daria, Alina, Karina  | Sertse Biélaroussi (Сердце Беларуси)                          | Russe, biélorusse | Cœur de Biélorussie            | 06    | 86     |
| 2009                 | Yuriy Demidovich      | Volshebniy krolik (Волшебный кролик)                          | Russe             | Le lapin magique               | 09    | 48     |
| 2010                 | Daniil Kozlov         | Muzyki svet (Музыки свет)                                     | Russe             | Lumière de la musique          | 05    | 85     |
| 2011                 | Lidiya Zabolotskaya   | Angely dobra (Ангелы добра)                                   | Russe             | Anges du bien                  | 03    | 99     |
| 2012                 | Egor Zheshko          | A more-more (А море-море)                                     | Russe             | Ô mer, mer                     | 09    | 56     |
| 2013                 | Ilya Volkov           | Poy so mnoy (Пой со мной)                                     | Russe             | Chantez avec moi               | 03    | 108    |
| 2014                 | Nadezhda Misyakova    | Sokal (Сокал)                                                 | Biélorusse        | Faucon                         | 07    | 71     |
| 2015                 | Ruslan Aslanov        | Volshebstvo (Magic) (Волшебство)                              | Russe, anglais    | Magie                          | 04    | 105    |
| 2016                 | Alexander Minenok     | Muzyka moikh pobed (Music is My Only Way) (Музыка моих побед) | Russe, anglais    | La musique est mon seul chemin | 07    | 177    |
| 2017                 | Helena Meraai         | Ya samaya (I Am the One) (Я самая)                            | Russe             | Je suis la seule               | 05    | 149    |
| 2018                 | Daniel Yastremski     | Time                                                          | Russe, anglais    | Temps                          | 11    | 114    |
| 2019                 | Elizaveta Misnikova   | Pepelny (Ashen) (Пепельный)                                   | Russe, anglais    | Cendres                        | 11    | 92     |
| 2020                 | Arina Pehtereva       | Aliens                                                        | Russe, anglais    | Extraterrestres                | 05    | 130    |
| Retrait depuis 2021. |                       |                                                               |                   |                                |       |        |

- Première place
- Deuxième place
- Troisième place
- Dernière place
- Belarus organisateurs

## Galerie

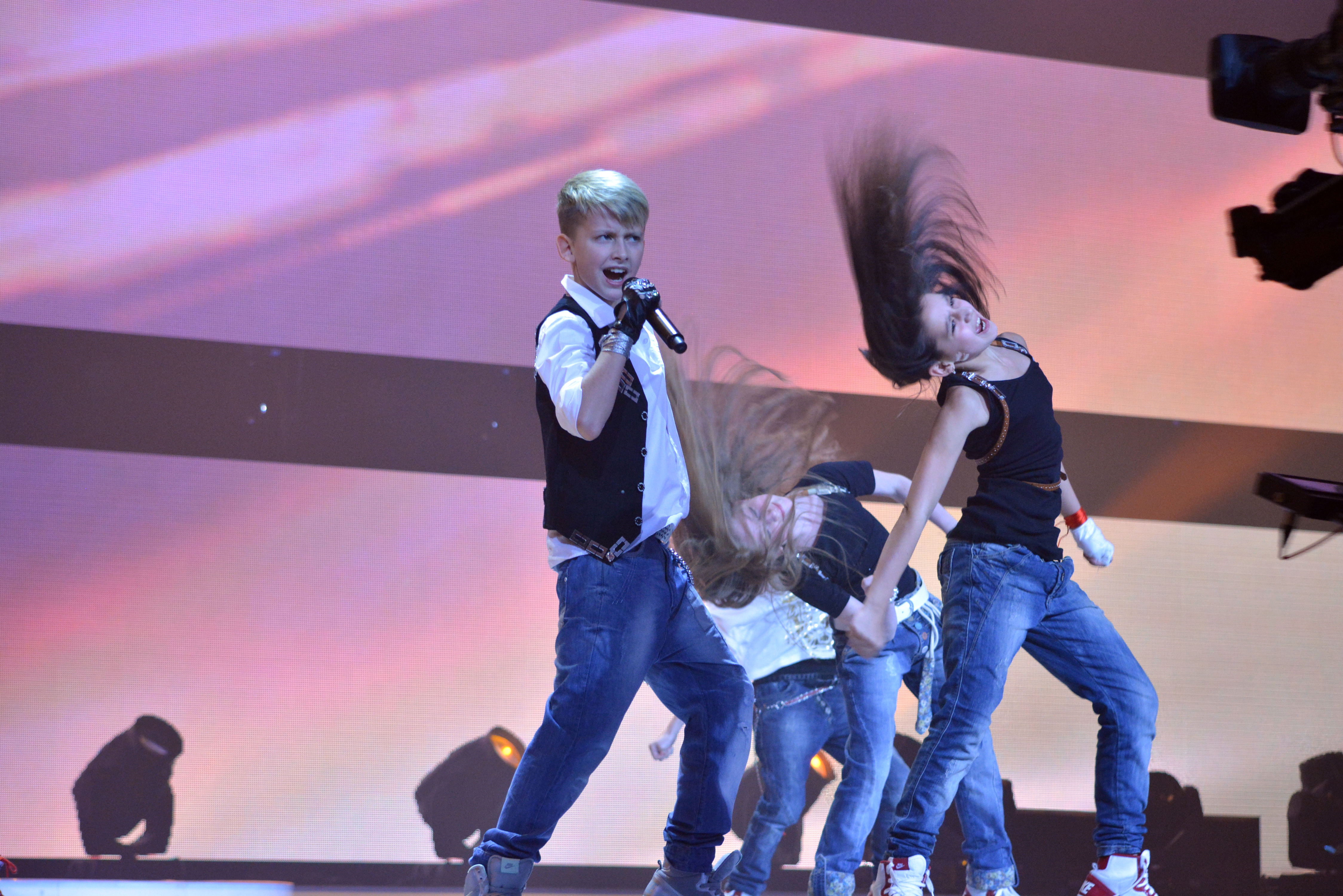
Ilya Volkov à Kiev (2013).
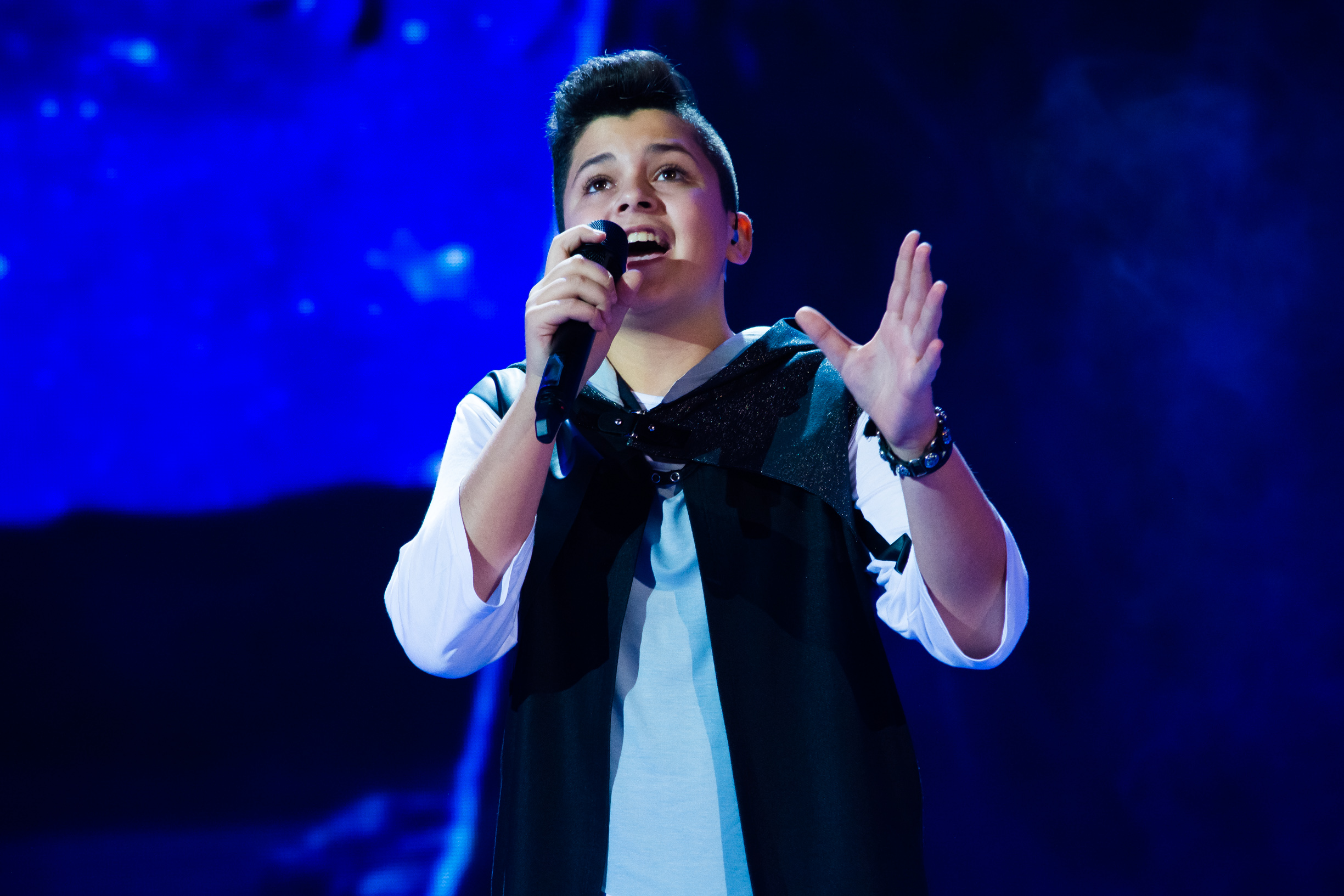
Ruslan Aslanov à Sofia (2015).
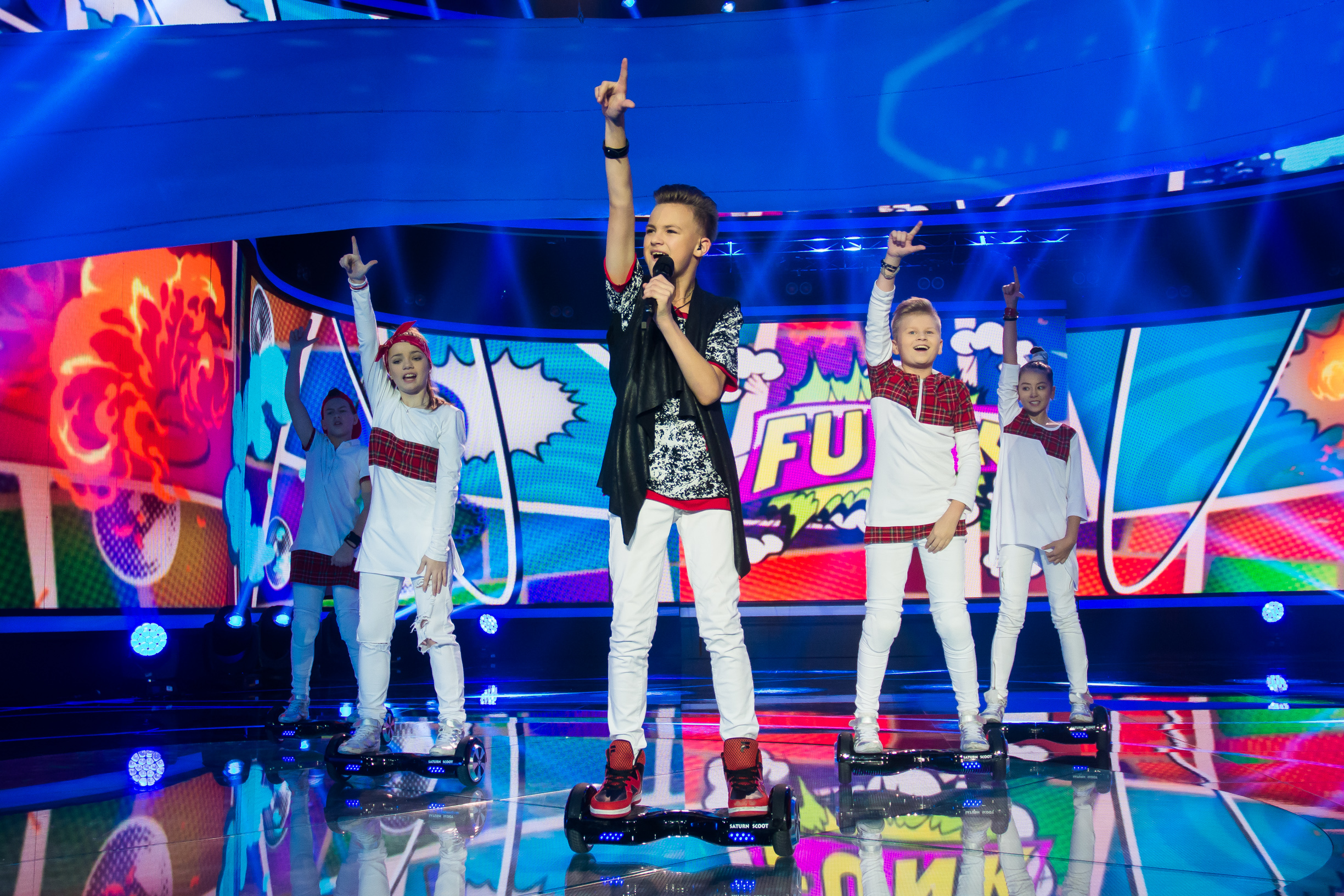
Alexander Minenok à La Valette (2016).
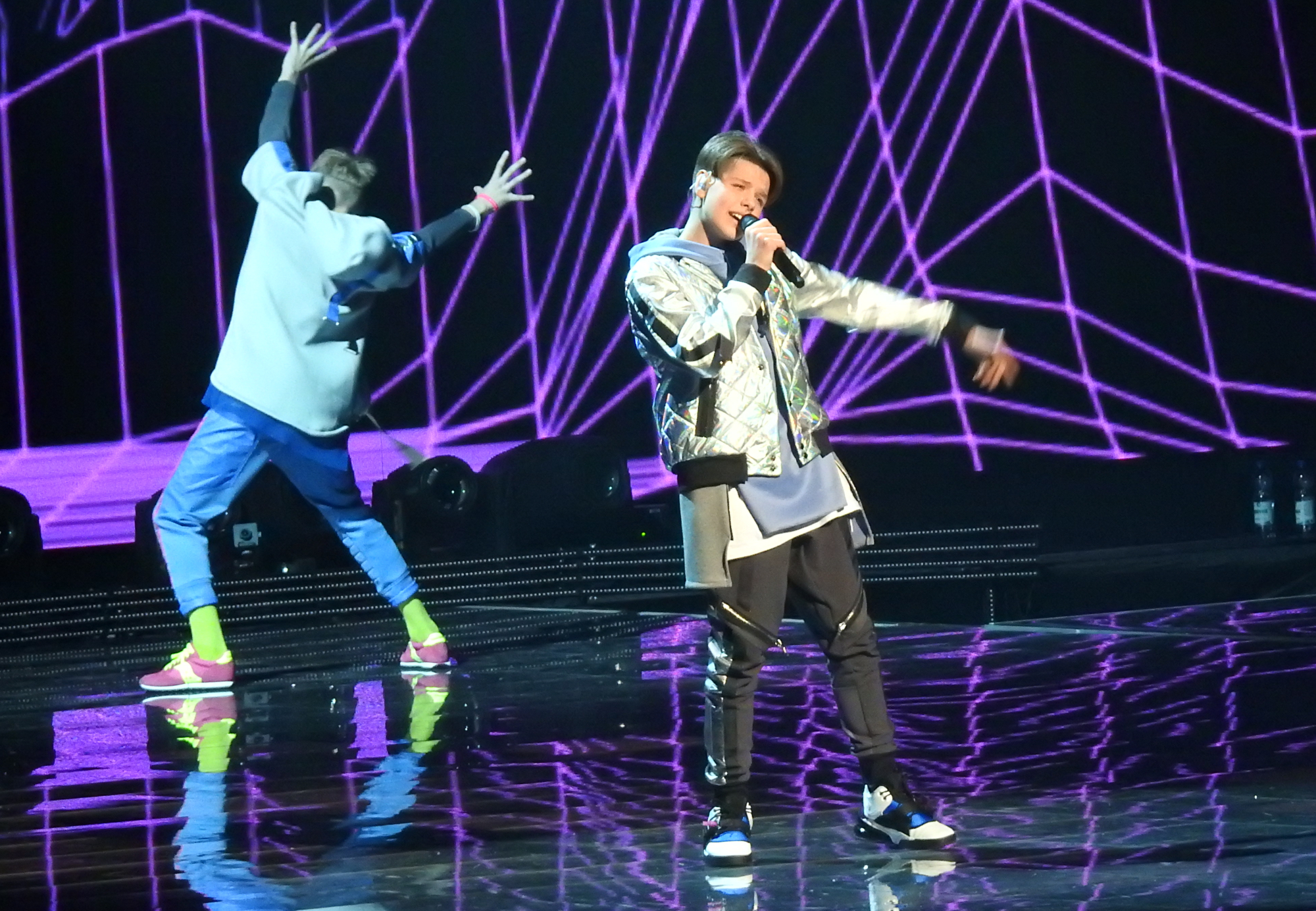
Daniel Yastremski à Minsk (2018).